# Grainville-sur-Odon

Grainville-sur-Odon este o comună în departamentul Calvados, Franța. În 1 ianuarie 2022 avea o populație de 1.078 de locuitori.